# 廣紀江
廣 紀江（ひろ のりえ、1965年7月26日 - ）は、日本の元女子バレーボール選手。現在は学習院大学スポーツ・科学健康センター教授。1984年ロサンゼルスオリンピックバレーボール女子銅メダリスト。

## 来歴
愛知県名古屋市出身。愛知淑徳高等学校3年のときに母校を全国大会に導き、実姉の廣美里とともに全日本入りを果たし、日ソ対抗最終戦でデビューを飾った。実業団の熱心な誘いを断り、教職を志望し筑波大学に進学した。
筑波大学在学中に、1984年ロサンゼルス五輪、1988年ソウル五輪にセンターとして出場した。また1988年に日立の嘱託社員となり、日本リーグでも活躍した。1990年に現役引退。
1985年11月7日に『一枚の写真』（フジテレビ）に出演。

## 球歴
- 全日本代表としての主な国際大会出場歴
  - オリンピック - 1984年、1988年
  - 世界選手権 - 1986年
  - ワールドカップ - 1985年、1989年

## 受賞歴
- 1989年 - 第22回日本リーグ 新人賞、ベスト6

## 所属チーム
- 名古屋市立神丘中学校
- 愛知淑徳高等学校
- 筑波大学（1984-1988年）
- 日立（1988-1990年）